# Кипар на Европском првенству у атлетици у дворани 2015.
Кипар је учествовао на 33. Европском првенству у дворани 2015 одржаном у Прагу, Чешка, од 5. марта до 8. марта. Ови је било 20. учешће Кипра на европским првенствима у дворани од 1980. кад је први пут учествовао. Репрезентацију Кипра представљало је шесторо спортиста који су се такмичили у четири дисциплине.
Представници Кипра нису освојили ниједну медаљу, једино је постигнут 1 најбољи лични резултат сезоне.

## Учесници
Мушкарци:
- Христос Деметрио — 800 м
- Теофанис Михаелас — 800 м
- Амин Кхадири — 1.500 м
- Милан Трајковић — 60 м препоне
- Киријакос Јоану — Скок увис
- Димитриос Хондрокоукис — Скок увис

## Резултати

### Мушкарци
| Атлетичар              | Дисциплина   | Лични рекорд | Квалификације | Квалификације | Полуфинале            | Полуфинале            | Финале                | Финале       | Детаљи |
| Атлетичар              | Дисциплина   | Лични рекорд | Резултат      | Место         | Резултат              | Место                 | Резултат              | Место        | Детаљи |
| ---------------------- | ------------ | ------------ | ------------- | ------------- | --------------------- | --------------------- | --------------------- | ------------ | ------ |
| Христос Деметрио       | 800 м        | 1:49,30 НР   | 1:51,82       | 5. у гр. 2    | Нису се квалификовали | Нису се квалификовали | Нису се квалификовали | 39 / 40      |        |
| Теофанис Михаелас      | 800 м        | 1:49,51      | 1:51,45       | 4. у гр. 7    | Нису се квалификовали | Нису се квалификовали | Нису се квалификовали | 36 / 40      |        |
| Амин Хадири            | 1500 м       | 3:45,16      | 3:47,61       | 6. у гр. 2    |                       |                       | Није се квалификовао  | 16 /28       |        |
| Милан Трајковић        | 60 м препоне | 7,67 НР      | 7,83          | 4. у гр. 1    | Није се квалификовао  | Није се квалификовао  | Није се квалификовао  | 19 / 27 (28) |        |
| Киријакос Јоану        | Скок увис    | 2,32         | 2,28 ЛРС      | 7.            |                       |                       | БП                    | БП           |        |
| Димитриос Хондрокоукис | Скок увис    | 2,33 НР      | 2,19          | 19.           | Није се квалификовао  | 19 / 25 (26)          |                       |              |        |